# كوران تركية
كوران تركية (بالفارسية: کوران ترکیه) هي مستوطنة تقع في Khabushan District في إيران. يقدر عدد سكانها بـ 643 نسمة .